# قصر بريدة

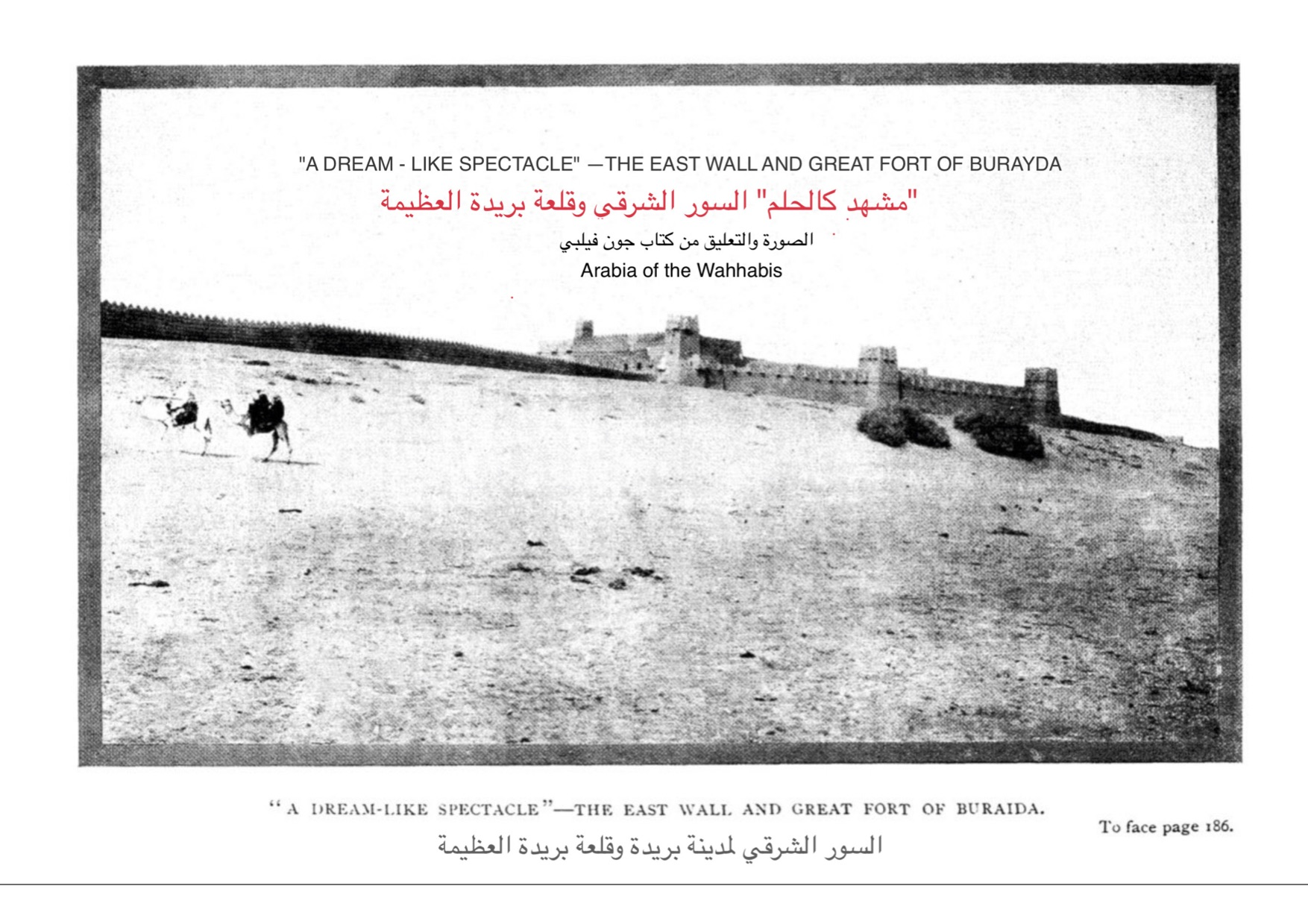
السور الشرقي وقلعة بريدة العظيمة

قلعة بريدة وتُعرف أيضاً باسم قصر مهنا أو قصر حسن بن مهنا أو قصر حجيلان، هي أحد أبرز المعالم التاريخية لمدينة بريدة في منطقة القصيم بالمملكة العربية السعودية. وتعدّ من القلاع الكبرى التي شهدت أحداثاً سياسية وعسكرية مهمة في تاريخ وسط الجزيرة العربية.

## التسمية والتاريخ
عُرفت القلعة بعدة أسماء تبعاً للحكام الذين أقاموا فيها أو ارتبطت بأسمائهم، من بينهم حسن بن مهنا والأمير حجيلان بن حمد من أسرة آل أبو عليَّان، وهم أحد أبرز الأسر الحاكمة في بريدة خلال العهد المحلي قبل توحيد المملكة.

## البناء والمعمار
بُنيت القلعة باستخدام الحجارة والطين، وتتميّز بتصميمها الدفاعي المحصّن. تقع القلعة في منطقة الجردة شمال شرق مدينة بريدة، فوق مرتفع رملي يتيح رؤيتها من مسافات بعيدة. زُوِّدت زواياها بأبراج مراقبة ذات طوابق متعددة، وتطل من مقاصيرها مناظر طبيعية لتلال ورمال النفود.
تُعدّ القلعة نموذجاً للعمارة النجدية القديمة، حيث تتسم بالجدران المصنوعة من اللبن والطين المزينة بالجبس، وتظهر عليها نقوش وزخارف تقليدية تعكس الذوق الفني في العمارة المحلية.

## الحصار وتدمير أجزاء منها
صمدت القلعة أمام العديد من الحملات والحصارات، وكان سورها المنيع الذي بناه الأمير حجيلان بن حمد علامة بارزة في الدفاع عن المدينة. في عام 1292هـ، تم تفجير أجزاء من القلعة والقصر بعد تحصّن أفراد من أسرة آل أبو عليَّان فيها إثر مقتل الأمير مهنا، في محاولة منهم لاستعادة حكمهم المفقود.

## اهتمام الرحالة الغربيين

### ويليام بلجريف
زار الرحالة البريطاني ويليام بلجريف بريدة عام 1280هـ (حوالي 1863م)، وأبدى إعجابه بضخامة القلعة. في كتابه "قصة عام من الرحلات عبر وسط الجزيرة العربية وشرقها" وصف القلعة قائلاً:
"إن القلعة قديمة للغاية، بعض أجزائها يتراوح عمرها بين 400 إلى 500 عام. بنيت من الأحجار المتنوعة، وتبدو هائلة الحجم ومهيبة. المبنى الرئيسي قوي ومتين، ومهيأ لصد الحصار العربي، ويصل ارتفاعه إلى 35 قدمًا تقريبًا."

### تشارلز داوتي
زار الرحالة تشارلز داوتي القلعة في عام 1295هـ، خلال عهد الأمير حسن بن مهنا. وقدّم وصفًا دقيقًا للقصر في كتابه "ترحال في صحراء الجزيرة العربية"، قائلاً:
"تجولت في أنحاء ذلك القصر الحزين، والذي يمكن مقارنته بقصر حائل من حيث كونه مقرًا رسميًا للأمراء. الفناء يشبه السوق، والجدران مزينة بحليات من الجبس. شرفات القصر مرتبة بشكل رائع، كما أن الزخارف الجدارية كانت فنية وغنية."
وأشار داوتي إلى أن القصر ربما بُني بمساعدة حرفيين من دمشق أو بغداد، حيث لاحظ وجود أساليب معمارية متقدمة وزخارف مميزة تدل على ذلك.

### جون فيلبي
قام الرحالة والمستكشف البريطاني جون فيلبي بزيارة بريدة عام 1336هـ (حوالي 1918م)، والتقط صورة شهيرة للقلعة من الداخل والخارج، ووصفها بأنها:
"قلعة بريدة العظيمة تنتصب في موقع مشرف بين البوابتين الشرقيتين. وهي عبارة عن مربع يبلغ ضلعه 100 ياردة، يبرز من السور نحو ساحة شبه دائرية كانت تستخدم كميدان للرماية."
واعتبر فيلبي أن القلعة الأصلية لـ آل أبو عليَّان قد توسعت لاحقًا لتشكّل ما يُعرف بـ قصر مهنا، وقد أُجريت عليه تحسينات وتعديلات لاحقة في عهد ابن رشيد.

### باركلي رونكيير
كما قام الرحالة الدنماركي باركلي رونكيير بزيارة القلعة عام 1330هـ، ودوّن ملاحظاته عنها في كتابه "عبر الأراضي الوهابية على ظهر جمل"، وقدم رسومات توضيحية للقلعة في ذلك الوقت.

## الأهمية التاريخية
تُعد قلعة بريدة أحد الشواهد الباقية على تاريخ المدينة السياسي والاجتماعي والعسكري، كما تُعتبر رمزًا من رموز العمارة التقليدية في نجد، ومحط أنظار المهتمين بالتراث والباحثين في تاريخ الجزيرة العربية.

## التأسيس
ذكر الأديب والمؤلف الدكتور حسن بن فهد الهويمل كذلك في كتابه بريدة عن قصر بريدة أن هناك قصر مشهور قديماً قدم بريدة وكان يسمى (القلعة) وربما كان قلعة فقط للإشراف لأنه يقع فوق تل من الرمل، والمطل من مقاصيره يرى مسافات بعيدة من كل الجهات وبعد اشتداد الخوف تحول إلى قلعة ومسكن للأمير. وذكر الشيخ ابن بسام في حوادث 1292هـ: «ان آل أبو عليَّان شيوخ بريدة دخلوا القصر المعروف في الجردة وهو محوط بالبناء والمعروف اليوم بقصر حسن لأنه احكم بناءه بعد ذلك» ونص مخطوطة الشيخ البسام يدل دلالة واضحة على ان القصر لم يكن يعرف سابقاً أو بالأمس بقصر حسن المهنا وان حسن احكم بناءه لاحقاً ولم يبنيه. وذكر ابن عبيد في التذكرة في سنة 1297هـ ان حسن بن مهنا شرع في إصلاح قصر الحكم في بريدة. وذكر المؤلف والأديب الدكتور حسن بن فهد الهويمل في كتابه بريدة: كلمة إصلاح لقصر بريدة أكثر دقه من تأسيس وذلك ان ابن مهنا أصلح قصر الحكم في بريدة ووسعه وجوده ولم يؤسسه. ووصف داوتي قصر بريدة ووصف القلعة العظيمة التي أقام فيها وصفاً دقيقاً وبتعجب وانبهار وتسائل كيف تم بنائها ومن بناها في وسط الصحراء، ووصف فناء قصر بريدة الواسع وانه مثل سوق من الأسواق ووصف عمارته المبنية من الصلصال الغريبة والعجيبة تماماً. وذكر الرحالة وليم بالجريف ان مهنا كان يعيش في القلعة القديمة بالركن الشمالي الشرقي من المدينة، والتي تبعد قليلاً عن أسوارها، والقلعة تشغل مساحة كبيرة وتبدو هائلة الحجم ومهيبة، ويبدو انها عبارة عن مجموعة من المنازل الخارجية، والمبنى الرئيسي في القلعة قوي ويستطيع ان يصمد للحصار العربي. ويذكر كارل توتشل ان في بريدة قلعة شاهقة رابظة في شمال شرق المدينة ولها سور علوه 40 قدما يرجع عهده إلى 600 سنة وبرج قطره حوالي 50 قدما وإذا ماعلوتها اتجه بصرك إلى مناظر جميلة ورائعة من تلال الصحراء وتموج رمالها وبيوت الحاكم رحبة وفسيحة ومبنية بشكل جذاب ضمن استحكامات القلعة. والتقط المصور فيلبي صورة شهيرة لقلعة بريدة ووصفها بالعظيمة من الداخل والخارج، وقال الذي سكن فيها داوتي يومين عند جابر، وذكر انه توصل إلى نتيجة ان قصر مهنا شكل جزءً من التوسعة اللاحقة المعروفة باسم قصر مهنا ونواة للقصر الكبير فيما بعد والذي قام بانقلاب عن طريق إثارة الفوضى والوشاية وتأليب الناس عليهم. وذكر ابن عبيد في التذكرة في سنة 1297هـ ان حسن بن مهنا شرع في إصلاح قصر الحكم في بريدة. وهناك ثيقه تبين ان حسن بن مهنا قد باع بيته المعروف على إبراهيم محمد الربدي في سنة 1308هـ وذلك قبل معركة المليداء وسقوط القصيم بيد ابن رشيد بقليل. ووصف الرحالة الدنماركي باركلي رونكيير قلعة بريدة ورسمها بيده وقال على بعد بضعة كيلومترات وخلف سلسلة من التلال ترتفع جدران بلون الرمال تتخللها مجموعة من الأبراج، وخلف الجدران منازل بأحجام مختلفة وقلعة ضخمة مشيدة من نفس طين المنازل وبها عدة ابراج وفتحات في الجدران للمراقبة. وكتب الاستاذ مصطفى مراد الدباغ في كتابه الجزيرة العربية موطن العرب ومهد الإسلام ان في بريدة قلعة شاهقة تربض فوق مرتفع في الشمال الشرقي من المدينة ويرجع بنائها إلى أكثر من 600 عام وإذا صعد الزائر إلى قمة برجها العالي شاهد منظراً ممتعاً للصحراء وماورائها والتي تحيط بالمدينة. وذكر إبراهيم بن عبد العزيز المعارك في كتابه بريدة ماض مجيد وحاضر مزدهر ومستقبل مشرق: ان قصر الحكم في بريدة مقر إمارة القصيم وبيت المال ويعود تأسيسه إلى عهد الأمير راشد الدريبي آل أبو عليَّان رحمه الله عام 985 هـ والأمير حجيلان بن حمد آل أبو عليَّان رحمه الله في عام 1196هـ. وظل مقر لأمراء القصيم وكان الملك عبد العزيز يقيم به اثناء زيارته للقصيم. وذكر إبراهيم المسلم في كتابه بريدة ان أول من بنى قصر الحكم في بريدة راشد الدريبي ثم قام بإصلاحه حفيده في عام 1154 هـ ثم قام بترميمه مع سور المدينة الأمير حجيلان بن حمد في عام 1234 هـ وظل مقر لأمراء القصيم وكان الملك عبد العزيز يقيم به اثناء زيارته للقصيم. وذكر الدكتور محمد الربدي في كتابه بريدة ونموها الحضري ان قصر بريدة أهم سمات التوسع بل أهم السمات العمرانية ويقع في الزاوية الشمالية الشرقية من المدينة تقريباً وعرف واشتهر باسم قصر مهنا وهو نفسه مكان قصر وقلعة بريدة القديمة جداً قدم نشأة بريدة. وداوتي حل ضيفاً في مقر إقامة حسن بن مهنا في مناخ الشيوخ ويقع وسط البلد واما المسكن الذي أقام فيه داوتي عند جابر يقع في طرف المدينة في المكان الذي يقيم به جابر وهو القلعة وقصر بريدة ووصفه وصفاً دقيقاً وذكر ان مهنا قتل عبد الله ابن أمير القصيم ل 34 سنة عبد العزيز بن محمد آل أبوعليان ثم استولى على الإمارة والقصر. ويذكر صاحب متحف العقيلات الأستاذ عبد اللطيف الوهيبي من أسس قصر بريدة وحدثت عدة تطويرات من بعده سمي بعد ذلك بقصر مهنا. وهناك مقالة أكثر من قيمة ورائعة عن ⁧بريدة⁩ بقلم الدكتور صالح سليمان الوشمي ونشرت في مجلة الفيصل العدد 50 في عام 1401هـ يذكر فيها ان من أهم القلاع وأشهرها في بريدة (قصر الإمارة) القديم وقد بني بالحجارة والطين وقد وزعت من الداخل على أروقة وغرف تناسب الشكل الخاص بالقلاع. ويكمل الدكتور صالح الوشمي كلامه عن أشهر قلعة في بريدة (قصر الإمارة) ويقول ادركت هذه القلعة قبل الهدم وقد استوعبت في بداية العهد السعودي اغلب الدوائر الحكومية ويقيم فيها الحاكم الإداري للمنطقة ويقول الدكتور عبد الرحمن زكي ان مقر الحاكم يجذب انظارنا وهو يشغل القلعة القديمة. والخلاصة: من السابق يتضح ان المؤرخين والرحالة يتحدثون بإعجاب وانبهار عن قلعة قديمة مهيبة وضخمة وهائلة الحجم وتشغل مساحة كبيرة ومحصنة بإحكام ويمكن مشاهدتها من بعيد ولها ابراج شاهقة وبداخلها قصر الحكم في بريدة ويقيم بها حاكم القصيم سابقاً وتحوي مباني وغرف أخرى ومسجد وبئر ماء وغيره.